# Allmänna Idrottsklubben Fotboll 2017
Questa voce raccoglie le informazioni riguardanti l'Allmänna Idrottsklubben Fotboll, meglio conosciuto come AIK, nelle competizioni ufficiali della stagione 2017.

## Maglie e sponsor
Lo sponsor tecnico per la stagione 2017 è ancora Adidas.

In precampionato è stato rivelato che la stagione 2017 sarebbe stata l'ultima con la sponsorizzazione Åbro, marchio di birra che era presente sulle maglie dell'AIK sin dal 1994.
Tuttavia la stessa Åbro ha concesso che nelle prime 20 partite di campionato, al posto del proprio logo, venga mostrato quello della fondazione Hjärt-Lungfonden, un'organizzazione benefica per la ricerca sulle malattie cardio-polmonari.

Le divise non presentano differenze sostanziali rispetto a quelle dell'anno precedente. La prima è composta da maglia nera con inserti gialli, pantaloncini bianchi (talvolta neri) e calzettoni gialloneri. La divisa di riserva è bianca con inserti neri, pantaloncini bianchi e calzettoni bianchi.

Nelle partite di Europa League è stata utilizzata una divisa blu con inserti dorati come tributo alla città di Stoccolma. Inizialmente questo kit non prevedeva sponsor, ma a partire dal terzo turno preliminare è stato introdotto il logo dell'azienda Notar.
| Casa | Trasferta | Europa |

## Rosa
| N. |                                 | Ruolo | Calciatore                     |
| -- | ------------------------------- | ----- | ------------------------------ |
| 2  | Islanda (bandiera)              | D     | Haukur Hauksson                |
| 3  | Svezia (bandiera)               | D     | Per Karlsson                   |
| 4  | Svezia (bandiera)               | D     | Nils-Eric Johansson (capitano) |
| 5  | Svezia (bandiera)               | D     | Jesper Nyholm                  |
| 6  | Svezia (bandiera)               | C     | Simon Thern                    |
| 7  | Svezia (bandiera)               | C     | Kristoffer Olsson              |
| 8  | Svezia (bandiera)               | C     | Johan Blomberg                 |
| 9  | Bosnia ed Erzegovina (bandiera) | A     | Sulejman Krpić                 |
| 9  | Svezia (bandiera)               | D     | Rasmus Lindkvist               |
| 10 | Svezia (bandiera)               | A     | Denni Avdić                    |
| 11 | Finlandia (bandiera)            | A     | Eero Markkanen                 |
| 13 | Canada (bandiera)               | P     | Kenny Stamatopoulos            |

| N. |                      | Ruolo | Calciatore                      |
| -- | -------------------- | ----- | ------------------------------- |
| 14 | Croazia (bandiera)   | D     | Stipe Vrdoljak                  |
| 14 | Finlandia (bandiera) | C     | Robert Taylor                   |
| 15 | Finlandia (bandiera) | D     | Sauli Väisänen                  |
| 17 | Svezia (bandiera)    | A     | Daniel Mushitu                  |
| 20 | Nigeria (bandiera)   | A     | Chinedu Obasi                   |
| 21 | Svezia (bandiera)    | D     | Daniel Sundgren                 |
| 22 | Argentina (bandiera) | A     | Nicolás Stefanelli              |
| 24 | Svezia (bandiera)    | C     | Stefan Ishizaki (vice capitano) |
| 29 | Svezia (bandiera)    | C     | Anton Salétros                  |
| 34 | Svezia (bandiera)    | P     | Oscar Linnér                    |
| 36 | Eritrea (bandiera)   | A     | Henok Goitom                    |
| 39 | Svezia (bandiera)    | C     | Amin Affane                     |

## Risultati

### Allsvenskan

#### Girone di andata
| Solna 2 aprile 2017, ore 15:00 1ª giornata | AIK                      | 0 – 0 referto | Häcken | Friends Arena\| Arbitro: \| Andreas Ekberg (Bjärred) \| |
| Arbitro:                                   | Andreas Ekberg (Bjärred) |               |        |                                                         |

| Arbitro: | Johan Hamlin (Bro) |

|           |           |                       |
| Frick 36’ | Marcatori | 26’ Goitom 47’ Nyholm |

| Arbitro: | Jonas Eriksson (Sigtuna) |

|               |           |                        |
| Johansson 14’ | Marcatori | 18’ Smárason 79’ Dibba |

| Arbitro: | Andreas Ekberg (Bjärred) |

|                          |           |             |
| Karlsson 5’ Svensson 36’ | Marcatori | 1’ Blomberg |

| Arbitro: | Mohammed Al-Hakim (Västerås) |

|               |           |  |
| Markkanen 31’ | Marcatori |  |

| Solna 30 aprile 2017, ore 15:00 6ª giornata | AIK                | 0 – 0 referto | GIF Sundsvall | Friends Arena\| Arbitro: \| Johan Hamlin (Bro) \| |
| Arbitro:                                    | Johan Hamlin (Bro) |               |               |                                                   |

| Arbitro: | Kristoffer Karlsson (Höganäs) |

|  |           |             |
|  | Marcatori | 5’ Blomberg |

| Arbitro: | Kaspar Sjöberg (Malmö) |

|              |           |  |
| Ishizaki 18’ | Marcatori |  |

| Göteborg 18 maggio 2017, ore 19:00 9ª giornata | IFK Göteborg              | – Rinviata per un presunto tentativo di combine di uno scommettitore | AIK | Gamla Ullevi\| Arbitro: \| Stefan Johannesson (Täby) \| |
| Arbitro:                                       | Stefan Johannesson (Täby) |                                                                      |     |                                                         |

| Arbitro: | Mohammed Al-Hakim (Västerås) |

|  |           |           |
|  | Marcatori | 20’ Thern |

| Arbitro: | Glenn Nyberg (Borlänge) |

|  |           |                |
|  | Marcatori | 90+3’ Carvalho |

| Norrköping 1º giugno 2017, ore 19:00 Anticipo 16ª giornata | IFK Norrköping            | 0 – 0 referto | AIK | Östgötaporten\| Arbitro: \| Stefan Johannesson (Täby) \| |
| Arbitro:                                                   | Stefan Johannesson (Täby) |               |     |                                                          |

| Arbitro: | Johan Hamlin (Bro) |

|             |           |                                      |
| Eddahri 37’ | Marcatori | 20’ Sundgren 85’ Avdić 89’ Markkanen |

| Arbitro: | Stefan Johannesson (Täby) |

|                      |           |                   |
| Goitom 33’ Avdić 87’ | Marcatori | 22’ Somi 57’ Somi |

| Arbitro: | Magnus Lindgren (Göteborg) |

|  |           |            |
|  | Marcatori | 67’ Goitom |

| Arbitro: | Jonas Eriksson (Sigtuna) |

|                 |           |  |
| Telo 75’ (aut.) | Marcatori |  |

#### Girone di ritorno
| Norrköping 16ª giornata | IFK Norrköping | – Anticipata al 1º giugno | AIK | Östgötaporten |

| Arbitro: | Mohammed Al-Hakim (Västerås) |

|  |           |                 |
|  | Marcatori | 73’ H. Hallberg |

| Arbitro: | Stefan Johannesson (Täby) |

|               |           |                                                     |
| Arvidsson 84’ | Marcatori | 7’ (rig.) Obasi 16’ Stefanelli 37’ Obasi 65’ Goitom |

| Arbitro: | Mohammed Al-Hakim (Västerås) |

|                     |           |           |
| Rieks 55’ Boman 65’ | Marcatori | 4’ Affane |

| Arbitro: | Jonas Eriksson (Sigtuna) |

|            |           |                |
| Olsson 54’ | Marcatori | 18’ Buya Turay |

| Arbitro: | Bojan Pandžić (Göteborg) |

|  |           |                                       |
|  | Marcatori | 12’ Sundgren 67’ Stefanelli 87’ Avdić |

| Arbitro: | Stefan Johannesson (Täby) |

|           |           |           |
| Obasi 39’ | Marcatori | 84’ Badji |

| Arbitro: | Jonas Eriksson (Sigtuna) |

|           |           |              |
| Dibba 54’ | Marcatori | 45+3’ Olsson |

| Arbitro: | Magnus Lindgren (Göteborg) |

|                                                        |           |               |
| Stefanelli 21’ Lindkvist 34’ Stefanelli 37’ Goitom 42’ | Marcatori | 71’ Johansson |

| Sundsvall 21 settembre 2017, ore 19:00 24ª giornata | GIF Sundsvall           | 0 – 0 referto | AIK | Idrottsparken\| Arbitro: \| Patrik Eriksson (Gävle) \| |
| Arbitro:                                            | Patrik Eriksson (Gävle) |               |     |                                                        |

| Arbitro: | Stefan Johannesson (Täby) |

|              |           |                                                                                   |
| Mohammed 36’ | Marcatori | 25’ Karlsson 27’ Sundgren 35’ Stefanelli 37’ Lindkvist 73’ Sundgren 77’ Lindkvist |

| Arbitro: | Kaspar Sjöberg (Malmö) |

|                                                                      |           |                          |
| Blomberg 15’ Stefanelli 31’ Hauksson 45+2’ Stefanelli 55’ Goitom 64’ | Marcatori | 34’ Frick 48’ Gustavsson |

| Arbitro: | Andreas Ekberg (Bjärred) |

|                                 |           |  |
| Jallow 49’ (aut.) Johansson 85’ | Marcatori |  |

| Malmö 23 ottobre 2017, ore 19:00 28ª giornata | Malmö FF                  | 0 – 0 referto | AIK | Swedbank Stadion\| Arbitro: \| Stefan Johannesson (Täby) \| |
| Arbitro:                                      | Stefan Johannesson (Täby) |               |     |                                                             |

| Arbitro: | Kristoffer Karlsson (Höganäs) |

|                          |           |           |
| Obasi 8’ Lindkvist 45+1’ | Marcatori | 72’ Sakor |

| Arbitro: | Jonas Eriksson (Sigtuna) |

|                 |           |                          |
| Igboananike 67’ | Marcatori | 30’ Obasi 32’ Stefanelli |

### Svenska Cupen 2016-2017

#### Gruppo 1
| Arbitro: | Mohammed Al-Hakim (Västerås) |

|          |           |  |
| Avdić 4’ | Marcatori |  |

| Arbitro: | Jonas Karlsson (Målilla) |

|  |           |                                         |
|  | Marcatori | 16’ Blomberg 21’ Markkanen 87’ Karlsson |

| Solna 5 marzo 2017, ore 16:00 3ª giornata | AIK                     | 0 – 0 referto | Dalkurd | Skytteholms IP\| Arbitro: \| Patrik Eriksson (Gävle) \| |
| Arbitro:                                  | Patrik Eriksson (Gävle) |               |         |                                                         |

#### Fase finale
| Arbitro: | Stefan Johannesson (Täby) |

|                                      |           |  |
| Lindgren 70’ Kamara 89’ Paulinho 90’ | Marcatori |  |

### Svenska Cupen 2017-2018
| Arbitro: | Johan Krantz (Uppsala) |

|  |           |                       |
|  | Marcatori | 53’ (rig.) Stefanelli |

### UEFA Europa League 2017-2018

#### Turni preliminari
| Tórshavn 29 giugno 2017, ore 19:00 UTC+0 Primo turno - Andata | KÍ Klaksvík   | 0 – 0 referto | AIK | Gundadalur\| Arbitro: \| Michal Ocenáš \| |
| Arbitro:                                                      | Michal Ocenáš |               |     |                                           |

| Arbitro: | Laurent Kopriwa |

|                                                                 |           |  |
| Markkanen 3’ Markkanen 6’ Ishizaki 16’ Olsson 24’ Markkanen 42’ | Marcatori |  |

| Sarajevo 13 luglio 2017, ore 20:45 Secondo turno - Andata | Željezničar      | 0 – 0 referto | AIK | Stadion Grbavica\| Arbitro: \| Adrien Jaccottet \| |
| Arbitro:                                                  | Adrien Jaccottet |               |     |                                                    |

| Arbitro: | Georgios Kominis |

|                          |           |  |
| Johansson 48’ Goitom 85’ | Marcatori |  |

| Arbitro: | Marius Avram |

|                     |           |                |
| Sundgren 18’ (rig.) | Marcatori | 10’ Raúl Silva |

| Arbitro: | Frank Schneider |

|                                 |           |           |
| Rui Fonte 74’ Raúl Silva 120+1’ | Marcatori | 13’ Obasi |